# Sequenza Tippecanoe
La Sequenza Tippecanoe è la sequenza cratonica—vale a dire, la trasgressione marina—che seguì la sequenza Sauk, e si estese grosso modo dall'Ordoviciano intermedio fino all'inizio del Devoniano.

## Caratteristiche sedimentarie
Dopo la regressione del Mar Sauk all'inizio dell'Ordoviciano, la parte esposta del cratone subì per un certo tempo una vigorosa erosione, conseguente alla sua localizzazione in un clima tropicale; infatti, a questo punto del Fanerozoico, il continente Nord Americano si trovava più o meno a cavallo dell'equatore.
La trasgressione Tippecanoe pose fine a questo periodo di erosione, iniziando con la deposizione di arenarie chiare su tutto il cratone, seguite da abbondante sedimentazione di carbonato. Ad oriente questi carbonati gradualmente divennero scisti, che rappresentano i sedimenti erosi dagli altopiani creati durante l'orogenesi taconiana.
La sequenza Tippecanoe è stata probabilmente la più profonda del Fanerozoico. A un certo punto durante il periodo Siluriano, gli altopiani taconiani—che successivamente divennero la catena montuosa degli Appalachi—furono la sola parte del Nord America che non era sommersa. I massicci depositi di evaporite del Bacino del Michigan si formarono durante questo periodo.
La sequenza Tippecanoe terminò con una regressione all'inizio del Devoniano, per essere seguita più tardi dalla sequenza Kaskaskia.